# Stadion Letná w Zlinie
Stadion Letná – stadion piłkarski w Zlinie, w Czechach. Może pomieścić 6375 widzów. Swoje spotkania rozgrywa na nim Tescoma Zlín. Obiekt był jedną z aren turnieju finałowego Pucharu Regionów UEFA w 2001 roku. Rozegrano na nim jedno spotkanie fazy grupowej oraz finał turnieju. W 1999 roku stadion był także jednym z obiektów turnieju finałowego Mistrzostw Europy U-16.